# Kasper Barfoed
Kasper Barfoed (født 7. marts 1972 i København) er en dansk filminstruktør.
Barfoed startede som barneskuespiller og medvirkede bl.a. i musicalen Oliver! på Nørrebros Teater i 1983 og i Ingmar Bergman-skuespillerinden, Liv Ullmanns instruktørdebut Sofie i 1992.
Siden flyttede han bag kameraet og instruerede både reklamefilm og spillefilm. Den prisvindende kortfilm Listetyven (The Performance) førte til spillefilmdebuten i 2004 Min søsters børn i Ægypten, et af årtiets største danske publikumshits. Den blev fulgt op af en anden børnefilm, den prisvindende Tempelriddernes skat, som fik to efterfølgere (ikke instrueret af Kasper Barfoed). 
I 2008 instruerede han thrilleren Kandidaten med Nikolaj Lie Kaas i hovedrollen. Filmen blev udtaget til en række store internationale festivaler og rettighederne til en amerikansk genindspilning blev købt af Summit Entertainment. 
I 2012 indspillede han den amerikanske action-thriller The Numbers Station med John Cusack og Malin Akerman i hovedrollerne.
I 2015 instruerede han filmen Sommeren '92 om Danmarks deltagelse og sejr ved Europamesterskabet i fodbold 1992.
Han har instrueret fire afsnit af den danske TV2-serie Den som dræber og otte afsnit af TV2-serien Dicte. 
Han er executive producer på den kommende The Last Witness (20th Century Fox) og på The Hitman's Guide to Housecleaning. 
Han er skaber, instruktør og hovedforfatter på dramaserien Gidseltagningen på Kanal 5.